# مصطفی احمدی (کارگردان)
مصطفی‌احمدی کارگردان و نویسنده ایرانی است. او کار حرفه‌ای خود را از تلویزیون در سال 1374 به عنوان دستیاراول کارگردان سریال در پناه تو به کارگردانی حمید لبخنده آغاز نمود. گرچه موفقیت این اثر نسبت به آثار شاخص بعدیش مانند سریال آب‌پریا، بیشتر نبود اما تجربه خوبی برای مصطفی احمدی محسوب می‌شود و همکاری با هنرمندانی همچون آزیتا لاچینی، حسن جوهرچی، ایرج راد و پارسا پیروزفر را تجربه کرد. او فعالیت سینمایی خود را با دستیاری کارگردان در فیلم آهنگ پنهان به کارگردانی ایرج کریمی آغاز کرد.

## فیلم‌شناسی
- میلیونر میامی (۱۳۹۵) کارگردان
- نزدیکتر (۱۳۹۳) کارگردان
- چ (فیلم) (۱۳۹۲) مدیر برنامه‌ریز
- راه آبی ابریشم (۱۳۸۸) مدیر برنامه‌ریز
- قصه‌ها برنامه‌ریز و دستیار اول کارگردان
- مربای شیرین برنامه‌ریز و دستیار اول کارگردان
- صداها (۱۳۸۷) برنامه‌ریز و دستیار اول کارگردان